# Brienne-le-Château
Brienne-le-Château település Franciaországban, Aube megyében. Lakosainak száma 2703 fő (2022. január 1.). Brienne-le-Château Blaincourt-sur-Aube, Brienne-la-Vieille, Crespy-le-Neuf, Juzanvigny, Maizières-lès-Brienne, Mathaux, Saint-Léger-sous-Brienne és Vallentigny községekkel határos.
1779–1790 között a városban működött a brienne-i katonaiskola (école miltaire), 1779–1784 között itt tanult Napoléon Bonaparte, a későbbi hadvezér és császár, mielőtt 1784-ben átment volna a párizsi École Militaire akadémiára.

## Népesség
A település népességének változása:
| Lakosok száma | 3939 | 4060 | 3752 | 3208 | 2950 | 2907 | 2826 | 2772 | 2754 | 2703 |
|               | 1968 | 1982 | 1990 | 2006 | 2013 | 2015 | 2017 | 2019 | 2020 | 2022 |